# Family Circle Cup 2015
Volvo Car Open 2015 - жіночий тенісний турнір, що проходив на відкритих кортах з ґрунтовим покриттям. Це був 43-й за ліком турнір. Належав до категорії Premier у рамках Туру WTA 2015. Тривав з 6 до 12 квітня 2015 року. Відбувся в Family Circle Tennis Center на Daniel Island у Чарлстоні (США).

## Очки і призові

### Розподіл очок
| Дисципліна       | П   | Ф   | ПФ  | ЧФ  | 1/8 | 1/16 | 1/32 | Q   | Q2  | Q1  |
| Одиночний розряд | 470 | 305 | 185 | 100 | 55  | 30   | 1    | 25  | 13  | 1   |
| Парний розряд    | 470 | 305 | 185 | 100 | 1   | Н/Д  | Н/Д  | Н/Д | Н/Д | Н/Д |

### Розподіл призових грошей
| Дисципліна       | П        | F       | ПФ      | ЧФ      | 1/8    | 1/16   | 1/32   | Q2     | Q1   |
| Одиночний розряд | $124,000 | $66,000 | $32,525 | $16,725 | $8,670 | $4,440 | $2,280 | $1,035 | $620 |
| Парний розряд    | $39,000  | $20,650 | $11,360 | $5,785  | $3,140 | Н/Д    | Н/Д    | Н/Д    | Н/Д  |

## Учасниці основної сітки в одиночному розряді

### Сіяні
| Країна          | Гравчиня               | Рейтинг1 | Сіяна |
| --------------- | ---------------------- | -------- | ----- |
| Канада          | Ежені Бушар            | 7        | 1     |
| Росія           | Катерина Макарова      | 9        | 2     |
| Німеччина       | Андреа Петкович        | 10       | 3     |
| Італія          | Сара Еррані            | 13       | 4     |
| Німеччина       | Анджелік Кербер        | 15       | 5     |
| Сербія          | Єлена Янкович          | 17       | 6     |
| США             | Медісон Кіз            | 18       | 7     |
| Франція         | Каролін Гарсія         | 25       | 8     |
| Австралія       | Саманта Стосур         | 26       | 9     |
| США             | Варвара Лепченко       | 31       | 10    |
| Казахстан       | Заріна Діяс            | 32       | 11    |
| Швейцарія       | Белінда Бенчич         | 34       | 12    |
| Румунія         | Ірина-Камелія Бегу     | 35       | 13    |
| Росія           | Анастасія Павлюченкова | 38       | 14    |
| Німеччина       | Мона Бартель           | 39       | 15    |
| Велика Британія | Гезер Вотсон           | 41       | 16    |

- 1 Рейтинг подано станом на 23 березня 2015.

### Інші учасниці
Нижче наведено учасниць, які отримали вайлд-кард на участь в основній сітці:
- Ежені Бушар
- Варвара Лепченко
- Бетані Маттек-Сендс
- Сачія Вікері

Учасниця, що потрапила в основну сітку завдяки захищеному рентингові:
- Едіна Галловіц-Халл

Нижче наведено гравчинь, які пробились в основну сітку через стадію кваліфікації:
- Катерина Бондаренко
- Луціє Градецька
- Sesil Karatancheva
- Данка Ковінич
- Крістіна Кучова
- Джессіка Пегула
- Лаура Зігемунд
- Сара Соррібес Тормо

### Знялись з турніру
До початку турніру
- Ярміла Ґайдошова →її замінила  Стефані Фегеле
- Сабіне Лісіцкі →її замінила  Андрея Міту
- Пен Шуай →її замінила  Грейс Мін
- Луціє Шафарова  →її замінила  Чагла Бююкакчай
- Леся Цуренко →її замінила  Євгенія Родіна
- Тейлор Таунсенд →її замінила  Татьяна Марія
- Барбора Стрицова  →її замінила  Едіна Галловіц-Халл
- Чжен Сайсай →її замінила  Ірина Фалконі

Під час турніру
- Єлена Янкович (травма правої ступні)
- Катерина Макарова (хворобу шлунково-кишкового тракту)

### Завершили кар'єру
- Мона Бартель (запаморочення)
- Варвара Лепченко (травма поперекового відділу хребта)
- Анастасія Павлюченкова (травма лівого плеча)

## Учасниці основної сітки в парному розряді

### Сіяні
| Країна            | Гравчиня          | Країна            | Гравчиня             | Рейтинг1 | Сіяна |
| ----------------- | ----------------- | ----------------- | -------------------- | -------- | ----- |
| Швейцарія         | Мартіна Хінгіс    | Індія             | Саня Мірза           | 8        | 1     |
| США               | Ракель Копс-Джонс | США               | Абігейл Спірс        | 20       | 2     |
| Китайський Тайбей | Чжань Хаоцін      | Китайський Тайбей | Чжань Юнжань         | 52       | 3     |
| Угорщина          | Тімеа Бабош       | Німеччина         | Анна-Лена Гренефельд | 55       | 4     |

- 1 Рейтинг подано станом на 23 березня 2015.

### Інші учасниці
Нижче наведено пари, які отримали вайлдкард на участь в основній сітці:
- Медісон Кіз /  Ліза Реймонд
- Алісон Ріск /  Шелбі Роджерс

## Переможниці

### Одиночний розряд
- Анджелік Кербер —  Медісон Кіз, 6–2, 4–6, 7–5

### Парний розряд
- Мартіна Хінгіс /  Саня Мірза —  Кейсі Деллаква /  Дарія Юрак, 6–0, 6–4